# Paris-Nice 1939
Paris-Nice 1939 est la 7e édition de la course cycliste Paris-Nice. La course a lieu entre le 16 et le 19 mars 1939. La victoire revient au coureur français Maurice Archambaud, de l'équipe Mercier-Hutchinson.

## Participants
Dans cette édition de Paris-Nice, 96 coureurs participent divisés en 8 équipes : Alcyon-Dunlop, France Sport-Wolber, Genial Lucifer-Hutchinson, Dilecta-Wolber, Lucien Michard-Wolber, Helyett-Hutchinson, Urago-Wolber et Mercier-Hutchinson.

## Étapes
| Étapes    | Date    | Villes étapes                     | km     | Vainqueur d’étape | Leader du classement général |
| --------- | ------- | --------------------------------- | ------ | ----------------- | ---------------------------- |
| 1re étape | 16 mars | Paris-Nevers                      | 219 km | Roger Lapébie     | Roger Lapébie                |
| 2e étape  | 17 mars | Nevers-Saint-Étienne              | 233 km | Émile Masson      | Maurice Archambaud           |
| 3e étape  | 18 mars | Saint-Étienne (Andance)-Cavaillon | 197 km | Georges Naisse    | Maurice Archambaud           |
| 4e étape  | 19 mars | Cavaillon-Nice                    | 254 km | Frans Bonduel     | Maurice Archambaud           |

## Résultats des étapes

### 1reétape
16-03-1939. Paris-Nevers, 219 km.
|   | Cycliste            | Équipe             | Temps           |
| - | ------------------- | ------------------ | --------------- |
| 1 | Roger Lapébie       | Mercier-Hutchinson | 5 h 17 min 05 s |
| 2 | Lucien Vlaemynck    | Alcyon-Dunlop      | m.t.            |
| 3 | Georges Christiaens | Mercier-Hutchinson | m.t.            |

### 2eétape
17-03-1939. Nevers-Saint-Étienne, 233 km.
|   | Cycliste           | Équipe             | Temps           |
| - | ------------------ | ------------------ | --------------- |
| 1 | Émile Masson       | Alcyon-Dunlop      | 6 h 22 min 39 s |
| 2 | Maurice Archambaud | Mercier-Hutchinson | m.t."           |
| 3 | Frans Bonduel      | Dilecta-Wolber     | +3 min 22 s     |

### 3eétape
18-03-1939. Saint-Étienne (Andance)-Cavaillon, 197 km.
|   | Cycliste           | Équipe             | Temps           |
| - | ------------------ | ------------------ | --------------- |
| 1 | Georges Naisse     | Alcyon-Dunlop      | 4 h 26 min 12 s |
| 2 | Maurice Archambaud | Mercier-Hutchinson | m.t.            |
| 3 | Fermo Camellini    | Urago-Wolber       | m.t.            |

### 4eétape
19-03-1939. Cavillon-Nice, 254 km.
|   | Cycliste          | Équipe             | Temps           |
| - | ----------------- | ------------------ | --------------- |
| 1 | Frans Bonduel     | Dilecta-Wolber     | 7 h 18 min 46 s |
| 2 | Guy Lapébie       | Mercier-Hutchinson | m.t.            |
| 3 | Walter Diggelmann | Urago-Wolber       | m.t.            |

## Classements finals

### Classement général
|    | Cycliste           | Équipe                    | Temps            |
| -- | ------------------ | ------------------------- | ---------------- |
| 1  | Maurice Archambaud | Mercier-Hutchinson        | 23 h 26 min 48 s |
| 2  | Frans Bonduel      | Dilecta-Wolber            | + 9 min 33 s     |
| 3  | Gérard Desmet      | France Sport-Wolber       | m.t.             |
| 4  | Theo Pirmez        | Dilecta-Wolber            | + 16 min 47 s    |
| 5  | Émile Masson       | Alcyon-Dunlop             | + 18 min 05 s    |
| 6  | Fermo Camellini    | Urago-Wolber              | + 18 min 16 s    |
| 7  | Piet van Nek       | France Sport-Wolber       | + 20 min 39 s    |
| 8  | Guy Lapébie        | Mercier-Hutchinson        | + 29 min 17 s    |
| 9  | Fabien Galateau    | Genial Lucifer-Hutchinson | + 29 min 17 s    |
| 10 | Albert Rosseel     | Dilecta-Wolber            | + 29 min 21 s    |